# Medida de Carleson
En matemáticas, una medida de Carleson es un tipo de medida en subconjuntos del espacio euclidiano n - dimensional Rn. En términos generales, una medida de Carleson en un dominio Ω es una medida que no desaparece en el límite de Ω en comparación con la medida de superficie en el límite de Ω.
Las medidas de Carleson tienen muchas aplicaciones en el análisis armónico y la teoría de ecuaciones diferenciales parciales, por ejemplo, en la solución de problemas de Dirichlet con límites "aproximados". La condición de Carleson está estrechamente relacionada con la acotación del operador de Poisson. Las medidas de Carleson llevan el nombre del matemático sueco Lennart Carleson.

## Definición
Sea n ∈ N y sea Ω ⊂ R n sea un conjunto abierto (y por tanto medible ) con límite no vacío ∂Ω. Sea μ una medida de Borel en Ω, y sea σ la medida de superficie en ∂Ω. La medida μ se dice que es una medida de Carleson si existe una constante C > 0 tal que, para cada punto p ∈ ∂Ω y cada radio r > 0,
{\displaystyle \mu \left(\Omega \cap \mathbb {B} _{r}(p)\right)\leq C\sigma \left(\partial \Omega \cap \mathbb {B} _{r}(p)\right),}
dónde
{\displaystyle \mathbb {B} _{r}(p):=\left\{x\in \mathbb {R} ^{n}\left|\|x-p\|_{\mathbb {R} ^{n}}<r\right.\right\}}
denota la bola abierta de radio r alrededor de p.

## Teorema de Carleson sobre el operador de Poisson
Sea D el disco unitario en el plano complejo C, equipado con alguna medida de Borel μ. Para 1 ≤ pag < +∞, sea H p (∂ D) el espacio de Hardy en el límite de D y sea L p (D, μ) denota el espacio L p en D con respecto a la medida μ. Definir el operador de Poisson
{\displaystyle P:H^{p}(\partial D)\to L^{p}(D,\mu )}
por
{\displaystyle P(f)(z)={\frac {1}{2\pi }}\int _{0}^{2\pi }\mathrm {Re} {\frac {e^{it}+z}{e^{it}-z}}f(e^{it})\,\mathrm {d} \mu (t).}
Entonces P es un operador lineal acotado si y sólo si la medida μ es Carleson.

## Otros conceptos relacionados
El mínimo del conjunto de constantes C > 0 para el cual la condición de Carleson
{\displaystyle \forall r>0,\forall p\in \partial \Omega ,\mu \left(\Omega \cap \mathbb {B} _{r}(p)\right)\leq C\sigma \left(\partial \Omega \cap \mathbb {B} _{r}(p)\right)}
mantiene se conoce como norma de Carleson de la medida μ.
Si C (R) se define como el mínimo del conjunto de todas las constantes C > 0 para el cual la condición restringida de Carleson
{\displaystyle \forall r\in (0,R),\forall p\in \partial \Omega ,\mu \left(\Omega \cap \mathbb {B} _{r}(p)\right)\leq C\sigma \left(\partial \Omega \cap \mathbb {B} _{r}(p)\right)}
se cumple, entonces se dice que la medida μ satisface la condición de Carleson evanescente si C (R) → 0 como R → 0.